# Staurocladia oahuensis
Staurocladia oahuensis är en nässeldjursart som först beskrevs av Edmonson 1930.  Staurocladia oahuensis ingår i släktet Staurocladia och familjen Eleutheriidae. Inga underarter finns listade i Catalogue of Life.